# Sámogy
Sámogy (szlovákul: Šamudovce) község Szlovákiában, a Kassai kerület Nagymihályi járásában.

## Fekvése
Nagymihálytól 6 km-re délnyugatra, a Laborc jobb oldalán fekszik.

## Története
1315-ben említik először, de a régészeti leletek tanúsága szerint már a római korban település állt a helyén. A feljegyzések szerint 1567-ben 4 adózó portája volt, ezen kívül még 6 nem adózó porta és a bíró háza állt itt. Az egyházi vizitáció szerint 1749-ben 212 lakos élt a községben, többségben görögkatolikus vallású. Kívülük 26 evangélikus, 20 katolikus és egy kálvinista vallású. 1771-ben 30 adózó jobbágy, 42 zsellér és 3 nincstelen családja volt. 1781-ben jegyzik fel az első izraelita vallású lakost. 1784-ben 481 lakost számláltak.
A 18. század végén Vályi András így ír róla: „SAMOGY. Tót falu Zemplén Várm. földes Ura Szirmay Uraság, lakosai elegyesek, fekszik Krasznóczhoz 1/4 órányira, Füzesérhez is annyira; térséges fekete agyagos határja 2 nyomásbéli, terem leginkább gabonát, búzát, és zabot; árpát, tengerit pedig középszerűen; erdeje, szőleje nints, rétekkel bővelkedik; piatza N. Mihályon 1 órányira.”
1828-ban 49 házában 363 lakos élt. Fényes Elek 1851-ben kiadott geográfiai szótárában így ír a faluról: „Sámogy, orosz-tót falu, Zemplén vmegyében, Cseb fiókja: 93 r. 570 g. kath., 91 evang., 36 zsidó lak., görög anyaszentegyházzal, 523 hold szántófölddel. F. u. Szirmay. Ut. p. Nagy-Mihály 3/4 óra.” A község önkéntes tűzoltó egyesülete 1890-ben alakult.
Borovszky Samu monográfiasorozatának Zemplén vármegyét tárgyaló része szerint: „Sámogy, a Tusa-folyó mellett fekvő tót kisközség. Van 97 háza és 544, nagyobbára gör. kath. vallású lakosa. Postája Füzesér, távírója Nagymihály és vasúti állomása Bánócz. 1315-ben az Ákos nembeli Mihály mester kap rá kir. adományt. 1403-ban Zsigmond király Vörös Miklósnak, Kerecsenyi Mátyásnak, Németfalussi Györgynek és Liszkai Miklósnak adományozza. 1421-ben Vörös Miklós a maga birtokának fele részét Sempsei Istvánnak engedi át. 1444-ben a Rozgonyiaknak, 1475-ben a Buttkayaknak s az Eödönffyaknak, 1492-ben pedig Ujfalussy Miklósnak és Pálnak is vannak itt részeik. Az 1598-iki összeírás Melith Videt, Rákóczy Ferenczet, Sempsey Ferenczet és Pazdicsy Miklóst sorolja fel birtokosaiul. 1649-ben már Szirmay Péter s később, a Szirmayakkal együtt, a Pothurnayak és Boronkayak is a földesurai. Most nagyobb birtokosa nincsen. Gör. kath. temploma 1700 körül épült.”
1920-ig Zemplén vármegye Nagymihályi járásához tartozott.

## Népessége
| Év:            | 1994. | 2004.    | 2014.    | 2024.   |
| -------------- | ----- | -------- | -------- | ------- |
| Emberek száma: | 407   | 554      | 634      | 619     |
| Eltérés:       |       | +36,11 % | +14,44 % | -2,36 % |

| Év:            | 2023. | 2024.   |
| -------------- | ----- | ------- |
| Emberek száma: | 620   | 619     |
| Eltérés:       |       | -0,16 % |

1910-ben 508-an, többségében szlovák anyanyelvűek lakták, jelentős magyar kisebbséggel.
2001-ben 525 lakosából 471 szlovák és 46 cigány volt.
2011-ben 632 lakosából 574 szlovák és 36 cigány volt.

## Nevezetességei
- Görögkatolikus temploma 1801-ben készült.
- Evangélikus temploma 1928-ban épült.
- Ortodox temploma 1994-ben létesült.